# Ilybius vancouverensis
Ilybius vancouverensis är en skalbaggsart som först beskrevs av John Henry Leech 1937.  Ilybius vancouverensis ingår i släktet Ilybius och familjen dykare. Inga underarter finns listade i Catalogue of Life.